# سي أن-235
سي أن-235 (بالإنجليزية: CASA/IPTN CN-235)‏ هي طائرة نقل ثنائية المحركات ومتوسطة المدى. أنتجت في الاتحاد الاوربي. من صناعة ايرباص العسكرية. تم تطويرها بشكل مشترك من قبل كاسا من الإسبانية وشركة ديرجانتارا الاندونيسية، وتستخدم بشكل أساسي من قبل القوات الجوية الإسبانية. كان أول طيران لها في 11 نوفمبر 1983. دخلت الخدمة في 1 مارس 1988، ومازالت في الخدمة حتى الآن.

## مواصفات (CN235)
الخصائص العامة
- الطاقم: two, pilot and co-pilot
- السعة: 51 passengers, 35 paratroops, 18 stretchers or four HCU-6/E pallets including one on the ramp
- الحمولة: 6,000 kg (13,100 lb)
- الطول: 21.40 m (70 ft 21⁄2 in)
- باع الجناح: 25.81 m (84 ft 8 in)
- الارتفاع: 8.18 m (26 ft 10 in)
- مساحة الجناح : 59.10 m2 (636.1 sq ft)
- جناح حامل: NACA 653-218
- نسبة باعية (جناح): 11.27:1
- الوزن فارغة: 9,800 kg (21,605 lb)
- وزن الإقلاع الأقصى: 15,100 kg (33,289 lb)
- محرك الطائرة: 2 × General Electric CT7-9C3 محرك مروحة عنفيةs, 1,305 kW (1,750 hp) (take-off) الواحد

الأداء
- سرعة العبور: 450 km/h (248 knots, 286 mph) at 4,575 m (15,000 ft)
- سرعة انهيار: 156 km/h (84 knots, 97 mph) (flaps down)
- مدى (طائرة): 4,355 km (2,350 ميل بحري, 2,706 mi)
- سقف الخدمة: 7,620 m (25,000 ft)
- معدل الصعود: 7.8 m/s (1,780 ft/min)